# Josh Brainard
Josh Brainard (né le 6 août 1974 à Des Moines) est un ancien guitariste du groupe de metal Slipknot.

## Biographie
Josh Brainard, surnommé Gnar, a fait partie de Slipknot à partir de septembre 1995, remplaçant Kun Nong.
Il a notamment participé à l'écriture et à l'enregistrement de l'album Mate. Feed. Kill. Repeat. où il occupait la place de guitariste aux côtés de Donnie Steele. Il prit part également à l'écriture de l'album éponyme du groupe, où il enregistra toutes les pistes à l'exception de me inside et purity mais il préféra quitter le groupe pour ne pas, d'après lui, être éloigné de ses proches. Il admet toutefois ne pas s'être senti à l'aise avec l'orientation musicale du groupe. Il fut ensuite remplacé par le guitariste James Root.